# Мацуте (Вочин)
Мацуте (хорв. Macute) — населений пункт у Хорватії, у Вировитицько-Подравській жупанії у складі громади Вочин.

## Населення
Населення за даними перепису 2011 року становило 33 осіб.
Динаміка чисельності населення поселення:

## Клімат
Середня річна температура становить 10,82 °C, середня максимальна – 24,88 °C, а середня мінімальна – -5,38 °C. Середня річна кількість опадів – 799 мм.
| Клімат поселення                              | Клімат поселення | Клімат поселення | Клімат поселення | Клімат поселення | Клімат поселення | Клімат поселення | Клімат поселення | Клімат поселення | Клімат поселення | Клімат поселення | Клімат поселення | Клімат поселення | Клімат поселення |
| Показник                                      | Січ.             | Лют.             | Бер.             | Квіт.            | Трав.            | Черв.            | Лип.             | Серп.            | Вер.             | Жовт.            | Лист.            | Груд.            |                  |
| Середній максимум, °C                         | 7,07             | 8,44             | 12,90            | 16,84            | 21,77            | 24,88            | 23,99            | 23,40            | 19,44            | 14,80            | 9,16             | 5,01             |                  |
| Середня температура, °C                       | 0,84             | 2,22             | 6,67             | 10,61            | 15,54            | 18,66            | 20,57            | 19,98            | 16,04            | 11,39            | 5,75             | 1,58             |                  |
| Середній мінімум, °C                          | −5,38            | −4               | 0,44             | 4,38             | 9,32             | 12,42            | 17,16            | 16,57            | 12,63            | 7,98             | 2,35             | −1,82            |                  |
| Норма опадів, мм                              | 49               | 45               | 50               | 65               | 76               | 96               | 73               | 76               | 64               | 68               | 77               | 60               |                  |
| Середньомісячна швидкість вітру, м/с          | 2.14             | 2.41             | 2.70             | 2.60             | 2.34             | 2.13             | 2.10             | 1.90             | 1.94             | 2.01             | 2.14             | 2.20             |                  |
| Середньомісячна сонячна радіація, кДж/м²·день | 4206             | 6963             | 10799            | 15180            | 19283            | 21334            | 22211            | 19924            | 14691            | 9163             | 4777             | 3559             |                  |
| --------------------------------------------- | ---------------- | ---------------- | ---------------- | ---------------- | ---------------- | ---------------- | ---------------- | ---------------- | ---------------- | ---------------- | ---------------- | ---------------- | ---------------- |
| Джерело:                                      |                  |                  |                  |                  |                  |                  |                  |                  |                  |                  |                  |                  |                  |